# Вікімедіа Україна
«Вікімедіа Україна» (скор. ВМУА) — громадська організація, регіональне відділення «Фонду Вікімедіа» в Україні. Популяризує та підтримує проєкти Фонду Вікімедіа через проведення віківишколів, конференцій, конкурсів статей, фотографій та інших заходів. Заснована 2009 року. Станом на 1 жовтня 2024 року налічувала 64 члени.

## Діяльність
Організація популяризує та підтримує проєкти «Фонду Вікімедіа» українською, а також усіма іншими мовами, які вживаються етнічними групами, що традиційно проживають на теренах України. Насамперед це стосується Вікіпедії, флагманського проєкту «Фонду Вікімедіа», а також таких проєктів, як Вікісловник, Вікіновини, Вікіпідручник, Вікіцитати, Вікіджерела, Вікімандри, Віківерситет, Вікісховище, Вікідані, Віківиди.

### Завдання
Організація сприяє розвитку спільноти редакторів цих проєктів, розв'язуючи такі завдання:
- популяризація залученості до вільних проєктів Фонду, залучення як студентів та всіх охочих, так і науковців та фахівців;
- розв'язання правових питань, як-от отримання дозволів на публікацію матеріалів під вільними ліцензіями;
- допомога іншим організаціям у поширенні й використанні матеріалів проєктів Фонду;
- організація вікіконференцій, семінарів, вишколів;
- публікація вибраних матеріалів проєктів «Фонду Вікімедіа»;
- встановлення партнерських відносин з музеями, бібліотеками, навчальними закладами, видавництвами, інтернет-провайдерами, пошуковими системами, творчими спілками, ЗМІ та іншими організаціями, які поділяють мету «Фонду Вікімедіа» або можуть допомогти в її реалізації;
- встановлення партнерських відносин із платіжними системами для спрощення участі громадян України у кампанії зі збору пожертв на підтримку проєктів Фонду;
- організація вікіекспедицій;
- організація музичних проєктів для отримання вільних записів;
- отримання корисної для членів спільноти інформації від державних установ.

Організація є учасницею коаліції Реанімаційний пакет реформ.

## Проєкти

### Вікі любить пам'ятки
«Вікі любить пам'ятки» (англ. Wiki Loves Monuments) — конкурс найкращих зображень пам'яток культурної спадщини. Уперше був проведений 2010 року в Нідерландах, 2011 — став міжнародним, уперше проведений в Україні 2012 року.
2014 року в українській частині конкурсу було завантажено 47 тисяч фотографій (перше місце серед 41 країни-учасниці) понад 14 тисяч об'єктів культурної спадщини, з яких найбільше — у Києві (2910 пам'яток), Львівській (1340) та Одеській (1254) областях, найменше — у Луганській області (15), Севастополі (55) й Донецькій області (95). Усього взяло участь понад 500 авторів.
Вікімедіа Україна спільно з партнерами крім основних переможців відзначала також найкращі фото пам'яток дерев'яної архітектури, грецької та вірменської спадщини в Україні тощо. Для потреб конкурсу членами організації та волонтерами було укладено найповніший реєстр пам'яток культурної спадщини України.

### Вікі любить Землю
«Вікі любить Землю» (англ. Wiki Loves Earth) — фотоконкурс з наповнення Вікісховища зображеннями пам'яток природи. Уперше проведений 2013 року в Україні, з 2014 — міжнародний. Метою конкурсу є збирання фотографій об'єктів природно-заповідного фонду і розміщення їх у Вікісховищі для ілюстрування статей Вікіпедії та інших вікіпроєктів, а також сприяння охороні навколишнього природного середовища.
«Вікімедіа Україна» провела пілотний фотоконкурс 2013 року і була організатором міжнародної частини конкурсу 2014 року. В українській частині конкурсу 2014 року з 1 до 31 травня взяло участь 416 осіб, які завантажили у Вікісховище 12 089 фото 1324 об'єктів ПЗФ України.

### Конкурси статей у Вікіпедії
На початок 2015 року організацією «Вікімедіа Україна» проведено 9 конкурсів статей у Вікіпедії: «Французька осінь», «Пишемо про благодійність», «Пишемо про Закарпаття разом», «Миколаївська весна», «Галерея слави», «WikiBioContest», «Пишемо про ЄС», «Пишемо про НАТО», «Військова справа у Вікіпедії».

### Освітня програма Вікіпедії
Освітня програма Вікіпедії (англ. Wikipedia Education Program) — міжнародна програма з поширення практики написання статей у Вікіпедії як форми самостійної роботи студентів у навчальних закладах.
«Вікімедіа Україна» займається налагодженням зв'язків з навчальними закладами, проведенням вишколів та тренінгів з редагування Вікіпедії для студентів, а також організацією тривалих студій з навчання нових редакторів. На початок 2015 року існують домовленості з 11-ма вищими навчальними закладами України, «ВікіСтудія» працює у Чернігові.
Студенти можуть проходити у «Вікімедіа Україна» виробничу практику через написання статей у Вікіпедії, Вікіновинах тощо.

### GLAM
GLAM (від англ. Galleries, Libraries, Archives, Museums, також укр. БоГеМА) — ініціатива, покликана спонукати заклади, що зберігають культурну та історичну спадщину, викладати свої ресурси для вільного доступу, зокрема й для використання спільнотою Вікімедіа.
З цієї ініціативи членами «Вікімедіа Україна» було організовано зацифрування фоноваликів з колекції Філарета Колесси.

### Музичні проєкти
«Вікімедіа Україна» провадила низку музичних заходів «Світова класика українською», спрямованих на видання друкованих матеріалів та створення аудіозаписів під вільними ліцензіями.

### Конференції
Упродовж 2011—2018 років «Вікімедіа Україна» провела вісім всеукраїнських вікіконференцій з міжнародною участю: у Львові 2011 року та 2015, у Харкові 2012, у Вінниці 2013, в Києві 2014, 2016 та 2018, в Херсоні 2017 року.
19—21 грудня 2014 року «Вікімедіа Україна» організувала та провела у Київському лінгвістичному університеті Wikimedia CEE Meeting — міжнародну конференцію редакторів Вікіпедій мовами країн Центральної та Східної Європи. 2018 року Wikimedia CEE Meeting відбувся у Львові.

## Історія
Першу задокументовану ідею створити неприбуткову громадську організацію подав Олег Яцожинський на зустрічі редакторів української Вікіпедії (т. з. «вікізустрічі») у Львові 23 лютого 2008 року під час святкування «Дня пластуна». На зустрічі зібралося 11 дописувачів, що стало рекордом «вікізустрічей» на той час.
26 лютого 2009 року під час підготовки вікізустрічі Юрій Пероганич написав: 
| Прошу учасників до зустрічі продумати своє відношення до створення майбутньої організації Вікімедіа Україна і своє місце в такій організації. |
Зустріч відбулася 1 березня того ж року на пропозицію Пероганича в кафетерії на першому поверсі будівлі Центральних торгових лазень — пам'ятки архітектури кінця 19 століття на вул. Малій Житомирській в Києві. Ідею Пероганича про створення ГО «Вікімедіа Україна» активно підтримав Андрій Бондаренко, тоді адміністратор Вікіпедії. За кілька днів, 9 березня, Юрій Пероганич запропонував проєкт Статуту, до обговорення якого активно долучилися Андрій Бондаренко, Анатолій Гончаров, Микола Козленко, Андрій Макуха, користувачі Kamelot, Dim Grits та інші. Переклад статуту англійською здійснив громадянин Канади, Лев Курдидик, син Анатоля Курдидика.

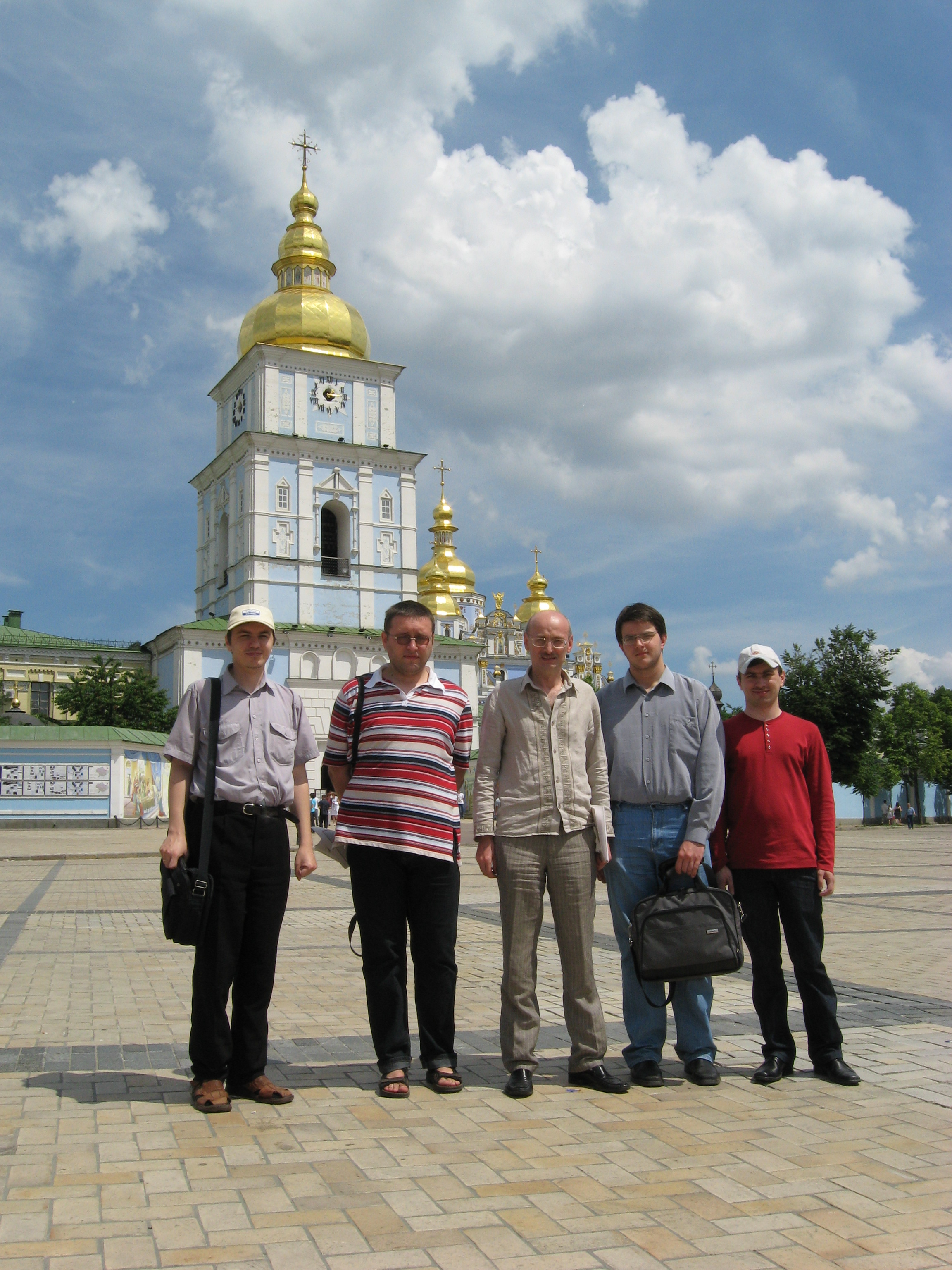
Учасники установчих зборів «Вікімедіа Україна», 31 травня 2009

31 травня 2009 року, в День Києва, у вуличному кафе на Михайлівській площі Києва відбулися установчі збори за участі п'ятьох членів-засновників «Вікімедіа Україна». У липні того ж року організація отримала визнання «Фонду Вікімедіа» як його регіональне відділення, а у вересні зареєстрована як юридична особа.

## Керівництво

### Голови Правління
- Андрій Бондаренко (травень 2009 — вересень 2010),
- Євген Букет (грудень 2011 — грудень 2012),
- Анатолій Луцюк (грудень 2012 — грудень 2013),
- Андрій Макуха (грудень 2013 — грудень 2015),
- Ілля Корнійко (з грудня 2015);

### Виконавчі директори
- Юрій Пероганич (травень 2009 — грудень 2013),
- Наталія Тимків (грудень 2013 — грудень 2015).

## Правління
Чинне Правління обране на Загальних зборах 29 вересня 2024 року:
- Ілля Корнійко (голова)
- Богдан Мельничук (секретар)
- Микола Козленко (скарбник)
- Антон Обожин (заступник голови)
- Вячеслав Мамон
- Валентин Нефедов
- Мар'яна Сеньків

## Галерея

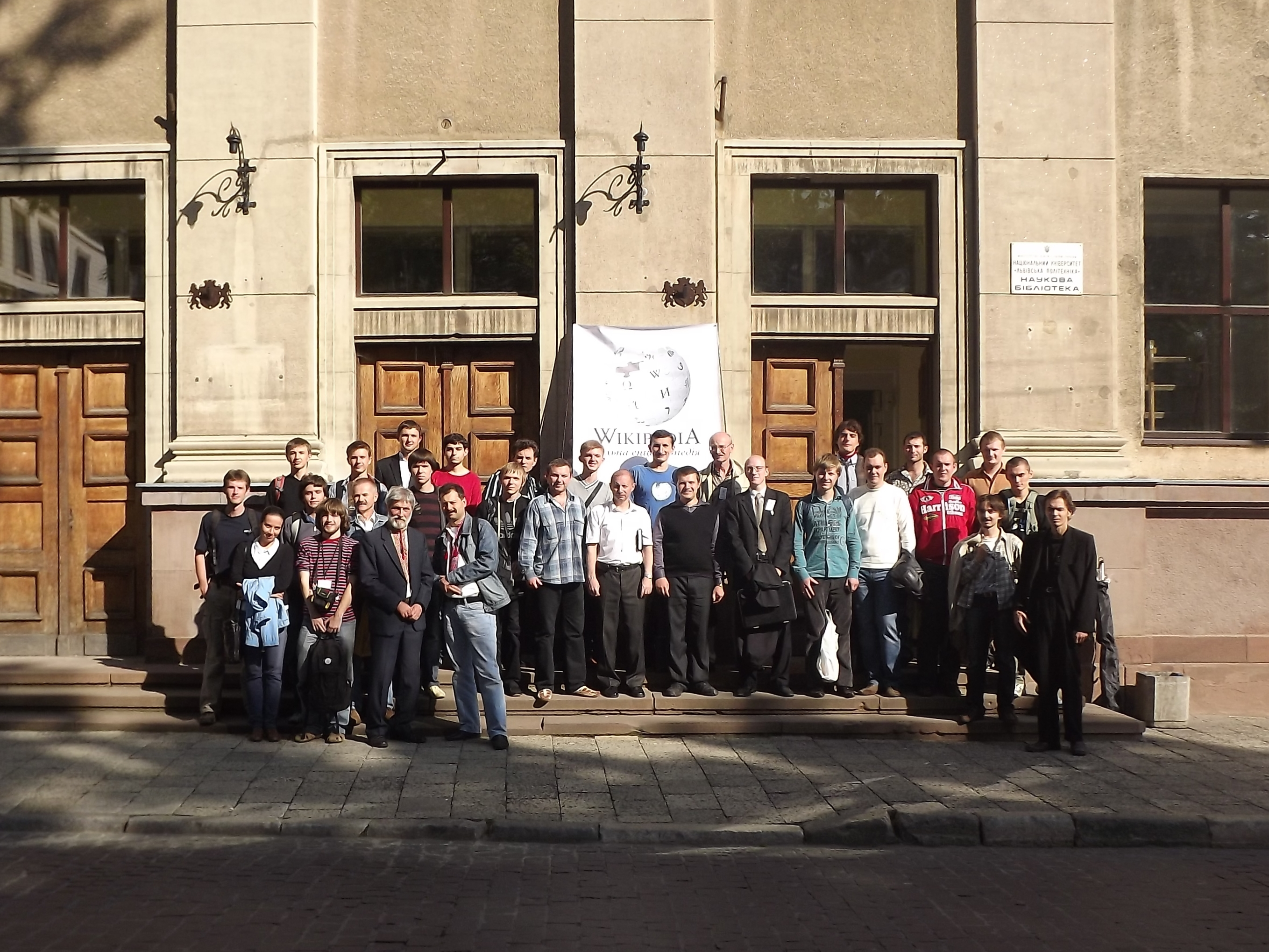
Перша вікіконференція у Львові, 2011
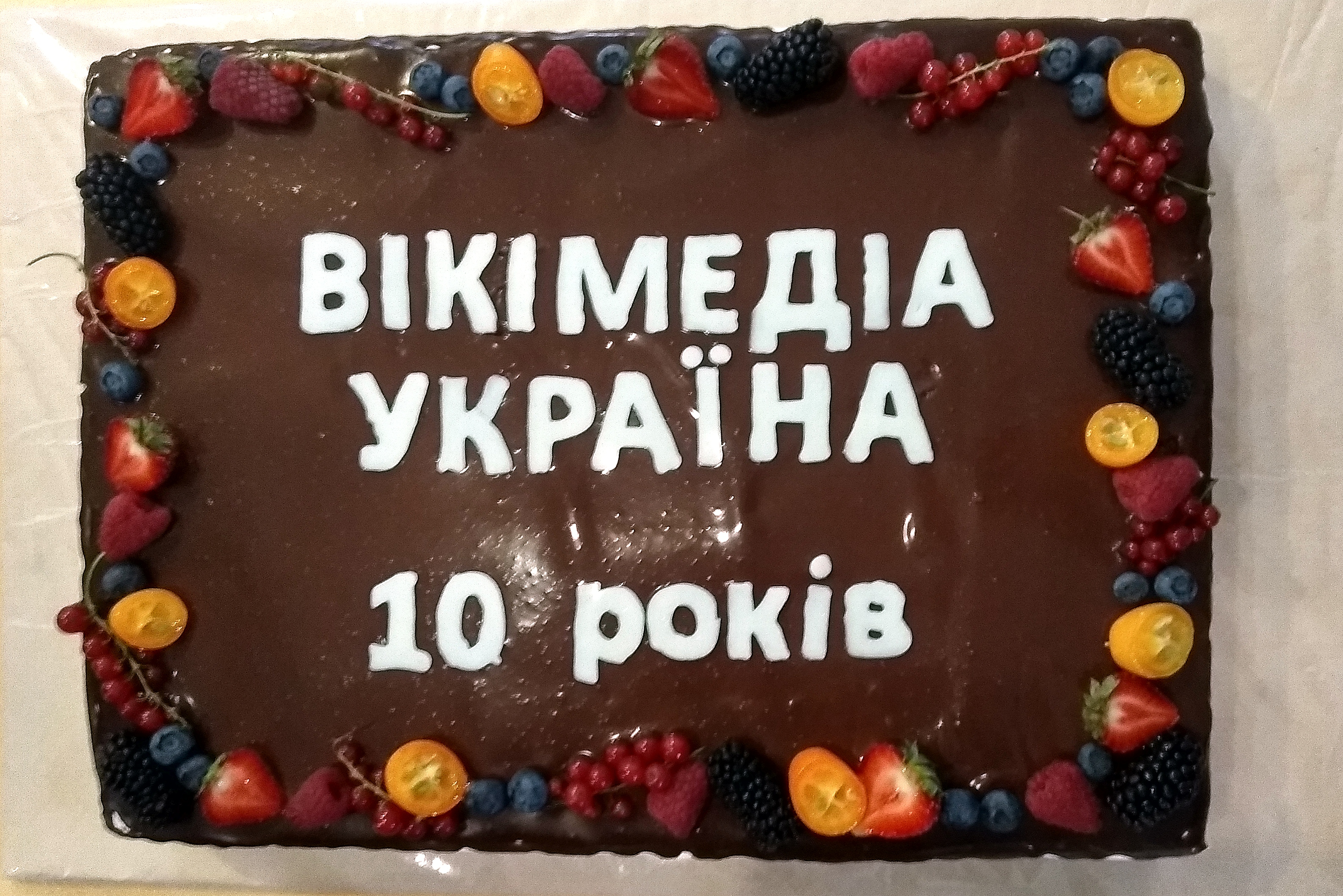
Святковий торт на 10-ти річчя організації у 2019 році
Вікікоференція 2018 у Києві. Групове фото.